# La Casa Ida
La Casa Ida war ein Medialab und Kulturzentrum, das zwischen 2006 und 2014 in Lima, Peru, tätig war und sich auf Forschung, Produktion und Ausbildung in technologischen künstlerischen Praktiken konzentrierte. Es wurde von einer Gruppe zeitgenössischer Künstler unter der Leitung des Architekten und Forschers für elektronische Kunst, Alvaro Pastor, gegründet.

## Arbeit
Zu den Arbeitsschwerpunkten gehörten die Erforschung der Beziehungen zwischen Künstlern und Computern, die Aus- und Weiterbildung im Bereich der elektronischen Kunst, die Förderung der künstlerischen Produktion und die Ausstellung experimenteller audiovisueller Künste sowie die Förderung des Zugangs zu Open-Source-Technologien für kulturelle Produktion und Innovation. La Casa Ida befindet sich in der berühmten La Colmena Avenue in der Altstadt und bietet ein Multimedia-Computerlabor, Einrichtungen für audiovisuelle Produktion und Postproduktion, einen Aufenthaltsbereich für Künstler und Forscher sowie Ausstellungsräume für Galerien und Musik.
Seit 2008 ist die institutionelle Website eine Verlagsplattform für experimentelle und elektronische Musik. Im Jahr 2011 gründete La Casa Ida das Instituto Arte Electronica (Institut für elektronische Künste), das sich mit der Entwicklung eines Bildungsprogramms für elektronische Künste und Technologien befasst, dessen pädagogischer Ansatz darauf abzielt, akademisches Wissen, nicht standardisiertes und traditionelles Wissen über Lateinamerika in Einklang zu bringen. In diesem Zusammenhang initiierte La Casa Ida ein kostenloses digitales Bibliotheksprojekt, das ausgewählte Ressourcen für die Erforschung digitaler Technologien und Geisteswissenschaften bereitstellt. Neben Ausstellungs- und Bildungsaktivitäten setzte sich La Casa Ida bei peruanischen Regierungsinstitutionen für eine Kultur- und Bildungspolitik ein, die Open-Source- und kreative Anwendungen von Open-Source-Technologien umfasst. Zu den wichtigsten Projekten zählt CulturaLima.org, ein kollaboratives Informationssystem zu kulturellen Ökosystemen, das 2011 erstellt und seit 2013 vom peruanischen Kulturministerium unter dem Namen Infoartes eingeführt wurde. Das Electronic Arts National Forum ARTEC ist eine jährliche Veranstaltung, an der von 2009 bis 2012 nationale und internationale Künstler sowie Experten der Digital Humanities und Technology teilnahmen. Von 2011 bis 2013 führte La Casa Ida das Pop-up Pantalla Urbana (Urban Screen) durch.
Während seiner aktiven Jahre knüpfte La Casa Ida Verbindungen und Kooperationen mit weltweiten Organisationen, Forschern, Aktivisten und Künstlern, wie Alta Tecnología Andina ATA, Plattenfirma Aloardi, MALI Art Museum von Lima, kanadischer Rat für Künste, Contemporary Art Museum von Lima MAC, Instituto Cultural Peruano Norteamericano, Plattenlabel Discos Invisibles, Escuelab, Etopia Centro de Arte y Tecnología, Iberescena, Ibermusicas, Iberotec, Internationales Festival für Video- und elektronische Kunst in Lima, ISONAR Sound Research Group der Universität San Martín de Porres, Kunstkritiker Jorge Villacorta, Kulturministerium in Peru, Stadttheater von Lima, Nationale Schule der Schönen Künste ENSABAP, Organisation Iberoamerikanischer Staaten, OTELO – Offenes Technologielabor, Pro Helvetia, Plattenlabel Scant Intone, Spanische Agentur für internationale Entwicklungszusammenarbeit AECID und V2-Institute for Unstable Media.